# بن عامي شيلوني
بن عامي شيلوني (من مواليد 28 أكتوبر 1937 في بولندا) هو بروفيسور إسرائيلي متخصص في التاريخ الياباني في الجامعة العبرية في القدس.    
حصل في عام 2021 على جائزة إسرائيل في دراسات الشرق الأقصى.

## حياته
زوجته هي لينا شيلوني وهي بروفيسورة للأدب الفرنسي في الجامعة العبرية في القدس.

## منشورات مختارة
- الثورة في اليابان - 1973
- السياسة والثقافة في اليابان في زمن الحرب - 1981
- اليهود واليابانيون - 1992
- كتابات مجمعة لبن عامي شلوني - 2000
- لغز الأباطرة: التبعية المقدسة في التاريخ الياباني - 2005
- أباطرة اليابان الحديثة - 2008